# 칼리노프스키아구티
칼리노프스키아구티(Dasyprocta kalinowskii)는 아구티과에 속하는 남아메리카 설치류의 일종이다. 페루 남동부의 토착종이다. 해발 최대 3,080m 이하에서 서식한다. 서식지 감소로 위협을 받고 있다.